# Російська імперія на літніх Олімпійських іграх 1912
Російська імперія на літніх Олімпійських іграх 1912 вперше з 1896 року була представлена не окремими спортсменами, а офіційною делегацією на чолі з головою новоствореного Олімпійського комітету Росії. Спортсмени Російської імперії різних національностей були заявлені в 14 видах спорту, мали червоно-коричневі розпізнавальні знаки. Всього на Олімпіаду поїхало 181 учасник від Російської імперії.

## Передісторія
16 березня 1911 року в Петербурзі представники 34 спортивних товариств столиці, Москви, Риги, Києва та інших міст заснували Російський олімпійський комітет. До цього в участь в Олімпіадах забезпечували різні ініціативні групи або окремі спортсмени самостійно.
17 травня 1912 Рада Міністрів Російської імперії дала дозвіл міністру внутрішніх справ затвердити статут Російського олімпійського Комітету. Хоча Фінляндія входила до складу імперії як Велике князівство Фінляндське, але в них був власний НОК, який очолював барон Ренхельд фон Віллебрандт, член МОК. 
На Олімпіаду 1912 було направлено численну команду - 178 осіб, які виступали майже у всіх номерах програми. Учасник V Олімпійських ігор Федір Забєлін пише: "Про те, що мені і моїм чотирьом товаришам по Петербурзькому гімнастичному суспільству доведеться захищати спортивну честь Росії на V Олімпійських іграх, ми дізналися тільки місяці за півтора до початку Олімпіади. Я тоді працював ліпником у підрядника, а свій вільний час віддавав спорту. Всі ми вважалися непоганими гімнастами, але чому послали саме нас - це для мене так і залишилося загадкою: у Москві, Одесі, Харкові і самому Петербурзі були гімнасти сильніші за нас". 
При формуванні футбольної команди несподівана суперечка спалахнула між клубами Москви і Петербурга через кількість місць, що надавались кожному місту. Футболіст В. Житар, що виступав на Олімпіаді за збірну писав: "Біда полягала в тому, що, коли постало питання про формування команди на Олімпіаду, між Петербургом і Москвою почалися справжні бої. Діячі, які стояли на чолі футбольних ліг обох міст, прагнули протягнути в збірну якомога більше "своїх" гравців. Відбіркові матчі виявили перевагу Москви, але й це ні до чого не призвело. Спортивні інтереси були відкинуті, почався справжній торг".

## Збірна Російської імперії

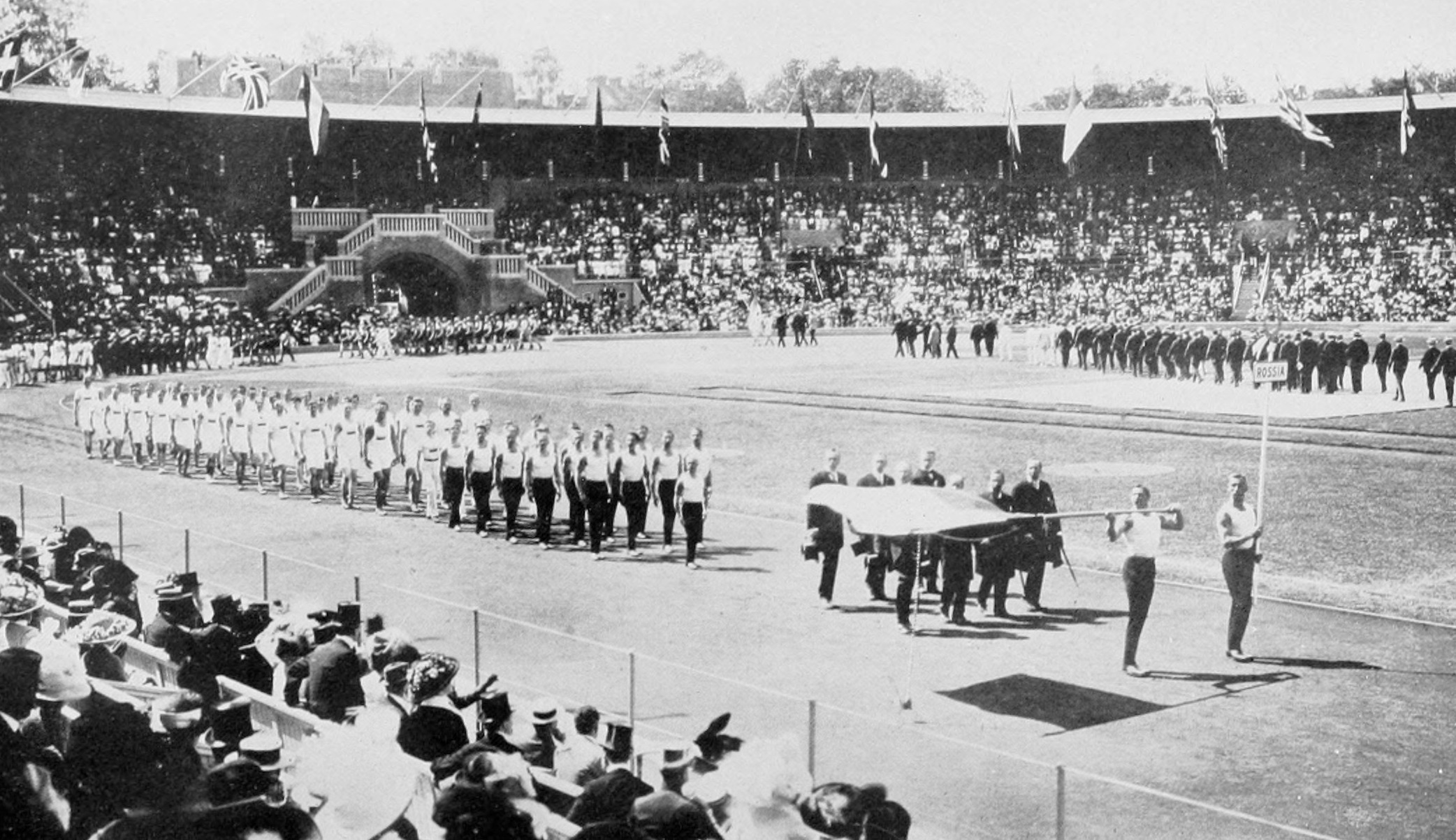
Російські атлети на відкритті Олімпіади

Абсолютно всі спортсмени були чоловічої статі, велика кількість були уродженцями Прибалтики: Латвії, Естонії, Литви, а також Санкт-Петербурга. Українці (або спортсмени народжені в Україні) потрапили на Олімпіаду тільки завдяки тому, що вони служили в Петербурзі або неподалік. Виступ збірної не можна назвати успішним. Було виграно тільки 5 нагород і серед них жодної золотої. Багато в чому такий результат був пов'язаний зі слабкою підготовкою спортсменів та недосконалим методом відбору кандидатів.

## Представники України
Вихідцями з України, участниками спортивної делегації Російської імперії на Олімпіаді 1912 року в Стокгольмі були:
- Борис Бєлінський
- Микола Мельницький
- Аполлон Грейфенфельс
- Сергій Загорський
- Константин Калінін
- Терентій Корінь
- Сергій Пестерьєв
- Олександр Родзянко
- Олександр Тілло
- Григорій Шестеріков
- Георгій Пантелеймонов

У футбольному турнірі в складі збірної Російської імперії брав участь футболіст Володимир Власенко.

## Медалісти

### Срібло
- Амос Каш, Микола Мельницький, Павло Войлошніков та Григорій Пантелеймонов — Стрільба, Чоловіча команда 30 м військовий пістолет.
- Мартін Клейн— Боротьба, Греко-римська, середня вага.

### Бронза
- Март Куузік— Академична гребля, індивідуальний залік.
- Еспер Белосельський, Ернест Браше, Микола Пушницький, Олександр Родіонов, Йосип Шомакер, Филип Штраух та Карл Линдхолм — Вітрильний спорт, клас "10 метрів". Яхта "Галлія ІІ", власник яхти: Олександр Вишнеградський.
- Гаррі Блау— Стрільба, Чоловічі індивідуальні змагання (Трап).